# The 45 Rules of Divorce
The 45 Rules of Divorce (قواعد الطلاق ال45‎) è una serie televisiva emiratina-statunitense trasmessa dal 21 novembre 2021 su MBC 4, Shahid VIP, Mix One e Dubai One, adattamento dell'originale versione arabo del format Girlfriends' Guide to Divorce, in onda sull'emittente Bravo e basata sulla serie di libri Girlfriends' Guides di Vicki Iovine..
In Italia, la serie va in onda dal 22 novembre 2021 su Premium Stories, mentre in chiaro viene trasmessa dal 4 settembre 2022 su La 5.

## Trama
Farida è una quarantenne che scrive libri sulla vita delle persone. Di fronte a un divorzio, però, lei nasconde la sua situazione e cerca di iniziare una nuova vita a Dubai, Il Cairo e Los Angeles con la consulenza degli altri amici divorziati..

## Episodi
| Stagione         | Episodi | Prima TV USA | Prima TV Italia |
| ---------------- | ------- | ------------ | --------------- |
| Prima stagione   | 13      | 2021         | 2021-2022       |
| Seconda stagione | 13      | 2021         | 2022            |
| Terza stagione   | 7       | 2021-2022    | 2023            |
| Quarta stagione  | 6       | 2022         | 2023            |
| Quinta stagione  | 6       | 2022         | 2023            |

## Personaggi e interpreti

### Principali
- Farida, interpretata da Injy El Mokkaddem
- Sarah, interpretata da Ingi Abou Zeid
- Dalia, interpretata da Heidy Karam
- Omar, interpretato da Omar El Shenawy
- Lana, interpretata da Sally Shahine
- Lobna, interpretata da Gihan El Shamashergy
- Carla, interpretata da Georgina Joseph (Georgina Tawaf)

### Ricorrenti
- Camilla, interpretata da Jory Bakr
- Taher, interpretato da Hassan Abdullah
- Hassan, interpretato da Ahmed Salem
- Kamal, interpretato da Emad Ismail
- Fadi, interpretato da Ahmed Othman
- Shoukry, interpretato da Saeed Seddik
- Hisham, interpretato da Sherif Hafez
- Adham, interpretato da Hesham El Shazly
- Shady, interpretato da Adam El Nahas
- Muhra Medhat
- Jihan Khairy
- Captain Yousef, interpretato da Emad El Tayeb
- Salim, interpretato da Alaa Khaled
- Nadia, interpretata da Nada Rahmy
- Adel, interpretato da Ezzat Zain
- Ismael, interpretato da Sedky Sakhr
- Dina, interpretata da Lina Sophia
- Moataz, interpretato da Hussein Nassar
- Souhair, interpretata da Mirette El-Hariri
- Passant Nashaat

### Guest
- Amjad, interpretato da Bassem Samir
- Akram, interpretato da Saleh Abdel Nabi
- Ashgy Khaled (se stessa)
- Ryosuke Sekoguchi (se stesso)
- Hany Serag, interpretato da Ayman El Shewy
- Bahaa, interpretato da Tamer Farag
- Tara, interpretata da Cynthia Khalifeh
- Mofida Shiha (se stessa)
- Waheed Thabet, interpretato da Adham El Desouky
- Maysaa, interpretata da Salma Tarek
- Nawal, interpretata da Azza Lebeeb
- Asma, interpretata da Reham Nabil

## Produzione
La serie è stata ordinata il 19 febbraio 2021 ed ha debuttato il 20 novembre dello stesso anno.
Il 4 febbraio 2022 è stata rinnovata per una seconda stagione.
Il 13 aprile 2021, MBC4 & Shahid VIP rinnova la serie per altre tre stagioni: la terza, la quarta e la quinta. Il 7 agosto 2021, viene annunciato che la quinta stagione sarebbe stata l'ultima.